# 유럽 연합 내 취항 금지 항공사 목록
유럽 연합 내 취항 금지 항공사 목록은 유럽 연합으로부터 항공 회사들의 안전 관리 체계에 문제가 있어 EU 역내권의 비행 및 이착륙이 금지된 항공 회사들을 분류한다. 현재 조선민주주의인민공화국의 고려항공, 앙골라의 TAAG 앙골라 항공 등을 비롯, 주로 아프리카나 아시아의 수많은 항공 회사로 EU 역내 취항 금지 항공 회사로 목록에 기록하여 올리고 있다. 목록의 첫 번째 버전은 2006년 3월 22일에 발행된 유럽 위원회의 규정 No. 474/2006의 법적 근거로 2006년에 출판되었다. 목록의 현재 버전은 2021년 11월 25일에 출판되었다.

## 법적 절차
항공사가 등재된 과정은 유럽 의회와 이사회의 규정 (EC) No 2111/2005에 명시되어 있다. 그것은 회원국의 규제 기관, 유럽 공동체의 기관, 관련 항공사의 규제 감독을 담당하는 당국 및 항공모함 자체 간의 협의를 포함한다. 상장되기 전에, 각 항공사는 항소할 권리가 있다. 그 목록은 정기적인 검토의 대상이 된다.
2016년 6월, 에어 마다가스카르, 이란 항공, 라이온 에어, 시티링크, 바틱 에어 및 모든 잠비아 항공사에 대한 모든 제한은 EU에서 금지된 항공사 목록에서 제거되었다.
2017년 11월 30일, 베네수엘라의 아비올 항공이 "해결되지 않은 안전 결함"으로 인해 목록에 추가되었다. 추가적인 세부 사항은 설명되지 않았다.
2018년 6월 14일, 아직 금지가 풀리지 않은 인도네시아 항공사들이 목록에서 제외되었다.
2019년 2월 3일, 투르크메니스탄 항공이 국제 항공 안전 기준을 충족한다는 답변을 대기 중이라는 이유로 금지되었지만 같은 해에 10월 16일에 해제되었다.
2019년 12월 8일, 가봉의 항공사들은 목록에서 제거되었고, 아르메니아 민간 항공 위원회는 "안전 감독 감소의 징후로 인해 정밀 조사를 받았고",다음 날 목록에 대한 새로운 업데이트가 발표되었다.
2020년 1월 현재, 시리아 항공사들은 목록에 구체적으로 언급되지 않았지만, 실제로는 시리아에 대한 일반적인 EU 제재의 맥락에서 그들에 대한 금지령이 있다.
벨라루스 정부가 라이언에어 4978편이 반체제 로만 프로타세비치를 체포하기 위해 민스크에 우회하고 착륙하도록 강요한 것에 대응하여, EU 지도자들은 벨라루스 항공모함이 2021년 5월 24일에 EU 영공을 사용하는 것을 금지할 것이라고 발표했다.

## 사유
- 규정을 충족하지 못하는 항공기 정비 (정비 미비, 정기점검 미실시 등)
- 너무 낡고 오래된 기체 (많은 항공 회사들이 이미 퇴역한 기체들이며 기령이 25년 이상 되거나, 1990년 이전에 만든 항공기들이 그 대상)
- 문제의 항공 회사가 있는 나라의 감독 불충분 (항공 사고의 조사 및 후속조치의 불충분[3])
- 항공기 납치(hijack) 방지 등을 위한 보안 규정의 미비

## EU 노선 연장 금지 항공 회사 목록

EU 역내 취항 금지 항공 회사 국가 목록
유럽 연합 회원국들.
모든 항공사 금지.
일부 항공사 금지.
일부 항공사 금지와 일부 항공사는 부록 B에 따른 제한.
부록 B에 따른 제한을 받는 일부 항공사.

| 나라             | 대상 항공사      | 제외                                                          | 비고                                |
| ---------------- | ---------------- | ------------------------------------------------------------- | ----------------------------------- |
| 네팔             | 모든 항공사      |                                                               |                                     |
| 나이지리아       | 메드뷰 항공      |                                                               |                                     |
| 라이베리아       | 모든 항공사      |                                                               |                                     |
| 러시아           | 모든 항공사      |                                                               | 2022년 우크라이나 침공              |
| 리비아           | 모든 항공사      |                                                               |                                     |
| 모잠비크         | 모든 항공사      |                                                               |                                     |
| 벨라루스         | 모든 항공사      |                                                               | 라이언에어 4978편 강제착륙 사건     |
| 베네수엘라       | 아비오 항공      |                                                               |                                     |
| 상투메 프린시페  | 모든 항공사      |                                                               |                                     |
| 수리남           | 블루윙 항공      |                                                               |                                     |
| 시리아           | 모든 항공사      |                                                               |                                     |
| 시에라리온       | 모든 항공사      |                                                               |                                     |
| 아르메니아       | 모든 항공사      |                                                               |                                     |
| 아프가니스탄     | 모든 항공사      | 아리아나 아프가니스탄 항공 항공기를 임대를 해서 유럽으로 운항 |                                     |
| 앙골라           | 모든 항공사      | TAAG 앙골라 항공, 헬리 말롱고 항공                            |                                     |
| 에리트레아       | 모든 항공사      |                                                               |                                     |
| 이란             | 이란 아세만 항공 | 포커 100, 보잉 747만 운항 가능                                | 이란 항공은 제한 사항 B에 속해 있음 |
| 이라크           | 이라크 항공      |                                                               |                                     |
| 적도 기니        | 모든 항공사      | 세이바 인터콘티넨탈                                           |                                     |
| 북한             | 고려항공         | 투폴레프 Tu-204-100, -300 2대                                 | 고려항공은 제한 사항 B에 속해 있음  |
| 지부티           | 모든 항공사      |                                                               |                                     |
| 짐바브웨         | 에어 짐바브웨    |                                                               |                                     |
| 콩고 공화국      | 모든 항공사      |                                                               |                                     |
| 콩고 민주 공화국 | 모든 항공사      |                                                               |                                     |
| 키르기스스탄     | 모든 항공사      |                                                               |                                     |